# بابی هاچینس
بابی هاچینس (انگلیسی: Bobby Hutchins؛ ‏ ۲۹ مارس ۱۹۲۵ – ۱۷ مهٔ ۱۹۴۵) بازیگر اهل ایالات متحده آمریکا و یکی از بازیگران خردسال دارودسته ما بود. وی بین سال‌های ۱۹۲۷ تا ۱۹۳۳ میلادی فعالیت می‌کرد.
از فیلم‌هایی که وی در آن نقش داشته‌است، می‌توان به شرکت بارنوم و رینگلینگ، برادر کوچولو و حریره و شیر اشاره کرد.